# Niels Helveg Petersen
Pour les articles homonymes, voir Petersen.
Niels Lolk Helveg Petersen, né le 17 janvier 1939 à  Odense et mort le 3 juin 2017 à Langeland, est un homme politique danois.
Il a été ministre, député et président du groupe parlementaire du Parti social-libéral au Parlement.

## Biographie
Niels Helveg Petersen est le fils de l'ancien ministre Kristen Helveg Petersen et de l'ancienne maire de Copenhague, Lilly Helveg Petersen.
En 1965, il est diplômé en droit à l'université de Copenhague. Il devient député au Folketing l'année suivante, à l'occasion des élections de novembre 1966. En 1968, il devient le porte-parole politique de son groupe parlementaire et président de la commission des affaires étrangères, des rôles qu'il conserve après avoir été réélu en 1971 et 1973.
Il quitte le Parlement en cours de mandat en 1974 pour devenir le directeur de cabinet de Finn Olav Gundelach, le premier commissaire européen danois. Il revient au Folketing à l'occasion des élections législatives de 1977, et retrouve alors son rôle de porte-parole politique. En 1978, il devient le leader du Parti social-libéral et prend alors la présidence du groupe parlementaire.
Le 3 juin 1988, il devient ministre de l'Économie dans le troisième gouvernement de Poul Schlüter. Lors des élections législatives anticipées du 12 décembre 1990, le parti n'obtient que 3,5 % des suffrages, le pire résultat de son histoire et Niels Helveg Petersen se retire alors de son poste de leader.
Il revient au gouvernement le 25 janvier 1993, comme ministre des Affaires étrangères dans le premier gouvernement du Premier ministre social-démocrate Poul Nyrup Rasmussen. Il conserve ensuite ce poste, jusqu'à sa décision de démissionner en décembre 2000.
Après son départ du ministère des Affaires étrangères, il siège de nouveau à temps plein au Folketing. Après les élections législatives de 2001, il retrouve la présidece de la commission parlemetaire des affaires étrangères. Il garde ce poste après les élections législatives de 2005, à l'issue desquelles il est également vice-président du Folketing.
En avril 2008, il annonce se retirer de la vie politique à l'occasion des élections législatives de 2011.
Il meurt le 3 juin 2017 d'un cancer de l'œsophage. Ses funérailles se tiennent le 13 juin, en présence de nombreuses personnalités politiques.